# إغناطيوس كراتشكوفسكي
إغناطيوس كراتشكوفسكي (Крачковский, Игнатий Юлианович) مستشرق روسي، أحد مؤسسي مدرسة الاستشراق الروسي. ولد في 4 مارس 1883 في فيلنيوس وتوفي في 24 يناير 1951 في لينينغراد.
لقد شغف منذ صغره بدراسة آراء المستشرقين ودراسة اللغة العربية. التحق عام 1901 بكلية اللغات الشرقية في جامعة سان بطرسبيرغ، فبدأ بالغة العبرية واللغة الحبشية، كما حضر دروس زوكوفسكي Zukovskij في اللغتين الفارسية والتركية التتارية. درس تاريخ الشرق الإسلامي على يد المؤرخ الروسي بارتولد، ثم اللغة العامة عند مليورانسكي Milioranskj. ومع انطوان خشاب، تدرب على لغة المخاطبة العربية بلهجة شامية. وذهب إلي الشرق فزار مصر وسوريا وفلسطين، فأطلع علي خزائن كتبها وتعرف إلي علمائها وأدبائها، ثم عاد إلى بلاده وعين أستاذا للعربية وثمة رأي يقول إنه كان مكتشف الأدب العربي الجديد بالنسبة للغرب.

## روابط خارجية
- إغناطيوس كراتشكوفسكي على موقع أرشيف الشارخ.